# Paragomphus frontalis
Paragomphus frontalis är en trollsländeart som först beskrevs av Selys 1878.  Paragomphus frontalis ingår i släktet Paragomphus och familjen flodtrollsländor. IUCN kategoriserar arten globalt som otillräckligt studerad. Inga underarter finns listade i Catalogue of Life.